# Goya/Bester Dokumentarfilm

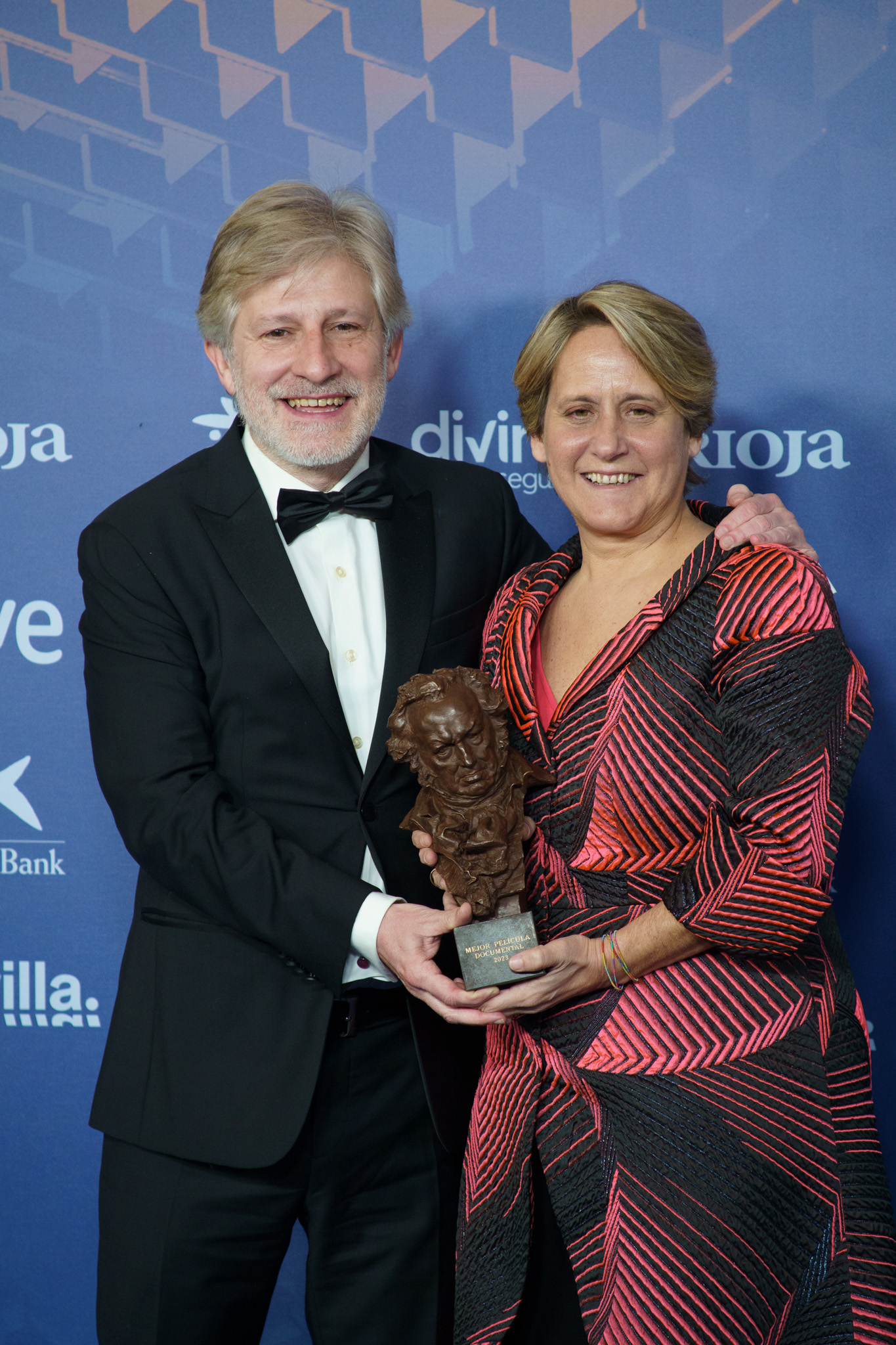
Gaizka Urresti und Paula Labordeta mit dem Goya für den besten Dokumentarfilm von 2023: Labordeta, un hombre sin más

Gewinner und Nominierte für den spanischen Filmpreis Goya in der Kategorie Bester Dokumentarfilm (Mejor película documental) seit der Verleihung im Jahr 2002, bei der erstmals der Goya in dieser Kategorie vergeben wurde. Ausgezeichnet werden die besten einheimischen Dokumentarfilme des jeweils vergangenen Jahres.
Die unten aufgeführten Filme werden mit ihrem deutschen Verleihtitel (sofern vorhanden) angegeben, danach folgt in Klammern in kursiver Schrift der Originaltitel.

## 2000er Jahre
2002
En construcción – Regie: José Luis Guerín
- Asesinato en febrero – Regie: Eterio Ortega
- Extranjeros de sí mismos – Regie: José Luis López-Linares und Javier Rioyo
- Los niños de Rusia – Regie: Jaime Camino

2003
El efecto Iguazú – Regie: Pere Joan Ventura
- Balseros – Regie: Carles Bosch und José María Doménech
- De Salamanca a ninguna parte – Regie: Chema de la Peña
- Nomaden der Lüfte – Das Geheimnis der Zugvögel (Le peuple migrateur) – Regie: Jacques Perrin, Jacques Cluzaud und Michel Debats

2004
Un instante en la vida ajena – Regie: José Luis López-Linares
- La pelota vasca: La piel contra la piedra – Regie: Julio Medem
- Polígono sur – Regie: Dominique Abel
- Suite Havanna (Suite Habana) – Regie: Fernando Pérez

2005
El milagro de Candeal – Regie: Fernando Trueba
- De nens – Regie: Joaquim Jordà
- ¡Hay motivo! – Regie: 33 verschiedene Regisseure
- Salvador Allende – Regie: Patricio Guzmán

2006
Cineastes contra magnats – Regie: Carlos Benpar
- Iberia – Regie: Carlos Saura
- Trece entre mil – Regie: Iñaki Arteta
- Veinte años no es nada – Regie: Joaquim Jordà

2007
Cineastas en acción – Regie: Carlos Benpar
- Hécuba, un sueño de pasión – Regie: Arantxa Aguirre und José Luis López-Linares
- La silla de Fernando – Regie: Luis Alegre und David Trueba
- Más allá del espejo – Regie: Joaquim Jordà

2008
Invisibles – Regie: Isabel Coixet, Mariano Barroso, Wim Wenders, Javier Corcuera und Fernando León de Aranoa
- El productor – Regie: Fernando Méndez-Leite
- Fados – Regie: Carlos Saura
- Lucio – Regie: Aitor Arregi und José María Goenaga

2009
Bucarest: La memòria perduda – Regie: Albert Solé
- El pollo, el pez y el cangrejo real – Regie: José Luis López-Linares
- El último truco – Regie: Sigfrid Monleón
- Old Man Bebo – Regie: Carlos Carcas

## 2010er Jahre
2010
Garbo: El espía – Regie: Edmon Roch
- Cómicos – Regie: Marta Arribas
- La mirada de Ouka Leele – Regie: Rafael Gordon
- Últimos testigos – Regie: José Luis López-Linares und Manuel Martín Cuenca

2011
Bicicleta, cullera, poma – Regie: Carles Bosch
- Ciudadano Negrín – Regie: Sigfrid Monleón, Carlos Álvarez und Imanol Uribe
- How Much Does Your Building Weigh, Mr. Foster? – Regie: Carlos Carcas und Norberto López Amado
- María y yo – Regie: Félix Fernández de Castro

2012
Escuchando al juez Garzón – Regie: Isabel Coixet
- 30 años de oscuridad – Regie: Manuel H. Martín
- El cuaderno de barro – Regie: Isaki Lacuesta
- Morente – Regie: Emilio Ruiz Barrachina

2013
Hijos de las nubes, la última colonia – Regie: Álvaro Longoria
- Contra el tiempo – Regie: José Manuel Serrano Cueto
- Los mundos sutiles – Regie: Eduardo Chapero-Jackson
- Mapa – Regie: León Simniani

2014
Las maestras de la República – Regie: Pilar Pérez Solano
- Con la pata quebrada – Regie: Diego Galán
- Guadalquivir – Regie: Joaquín Gutiérrez Acha
- Món petit – Regie: Marcel Barrena

2015
Paco de Lucia – Auf Tour (Paco de Lucía: La búsqueda) – Regie: Curro Sánchez
- Edificio España – Regie: Víctor Moreno
- El último adiós de Bette Davis – Regie: Pedro González Bermúdez
- Nacido en Gaza – Regie: Hernán Zin

2016
Sueños de sal – Regie: Alfredo Navarro
- Chicas nuevas 24 horas – Regie: Mabel Lozano
- I Am Your Father – Regie: Toni Bestard und Marcos Cabotá
- The Propaganda Game – Der nordkoreanische Traum (The Propaganda Game) – Regie: Álvaro Longoria

2017
Frágil equilibrio – Regie: Guillermo García López
- Hieronymus Bosch – Garten der Lüste (El Bosco. El jardín de los sueños) – Regie: José Luis López-Linares
- Nacido en Siria – Regie: Hernán Zin
- Omega – Regie: Gervasio Iglesias und José Sánchez-Montes

2018
Muchos hijos, un mono y un castillo – Regie: Gustavo Salmerón
- Cantábrico – Regie: Joaquín Gutiérrez Acha
- Dancing Beethoven – Regie: Arantxa Aguirre
- Saura(s) – Regie: Félix Viscarret

2019
El silencio de otros – Regie: Robert Bahar und Almudena Carracedo
- Apuntes para una película de atracos – Regie: Elías León Siminiani
- Camarón: Flamenco y revolución – Regie: Alexis Morante
- Desenterrando Sad Hill – Regie: Guillermo de Oliveira

## 2020er Jahre
2020
Ara Malikian, una vida entre las cuerdas – Regie: Nata Moreno
- Auterretrato – Regie: Gaizka Urresti
- El cuadro – Regie: Andrés Sanz
- Historias de nuestro cine – Regie: Ana Pérez-Lorente und Antonio Resines

2021
The Year of the Discovery (El año del descubrimiento) – Regie: Luis López Carrasco
- Anatomía de un dandy – Regie: Charlie Arnaiz und Alberto Ortega
- Endstation Libyen – Wie die EU Migranten stoppen will (Cartas mojadas) – Regie: Paula Palacios
- My Mexican Bretzel – Regie: Nuria Giménez

2022
Quién lo impide – Regie: Jonás Trueba
- Héroes: Silencio y Rock & Roll – Regie: Alexis Morante
- The Return: Life After ISIS – Regie: Alba Sotorra
- Un blues para Teherán – Regie: Javier Tolentino

2023
Labordeta, un hombre sin más – Regie: Paula Labordeta und Gaizka Urresti
- A las mujeres de España: María Lejárraga – Regie: Laura Hojman
- El sostre groc – Regie: Isabel Coixet
- Oswald: El falsificador – Regie: Kike Maíllo
- Sintiéndolo mucho – Regie: Fernando León de Aranoa

2024
Mientras seas tú – Regie: Claudia Pinto
- Caleta Palace – Regie: José Antonio Hergueta
- Contigo, contigo y sin mí – Regie: Amaya Villar Navascués
- Esta ambición desmedida – Regie: Santos Bacana, Rogelio González und Cristina Trenas
- Iberia, naturaleza infinita – Regie: Arturo Menor

2025
La guitarra flamenca de Yerai Cortés – Regie: C. Tangana
- Domingo Domingo – Regie: Laura Garcia Andreu
- Du bist nicht allein: Kampf gegen das Wolfsrudel (No estás sola) – Regie: Robert Bahar und Almudena Carracedo
- Marisol, llámame Pepa – Regie: Blanca Torres
- Mi hermano Ali – Regie: Paula Palacios